# 蘇慶
蘇 慶（朝鮮語: 소경）は、新羅の文官であり、朝鮮氏族の晋州蘇氏の始祖である。
中国の祝融の130代子孫の蘇伯孫が辰韓を建国し、その蘇伯孫の29代子孫が蘇慶である。
蘇慶は、新羅時代に上大等を任官した。